# Свети Илия (Влахи)
Вижте пояснителната страница за други значения на Свети Илия.
„Свети Илия“ е възрожденска църква в кресненското пиринско село Влахи, България, част от Неврокопската епархия на Българската православна църква. Обявена е за паметник на културата.

## История
Църквата е построена през 1844 година, тъй като с разрастването на селото църквата „Рождество Богородично“ отеснява. Построена на високата централна част на селото, от западната страна на главния площад. Годината на изграждане е изписана на един от прозорците. Инициатори на изграждането са църковните настоятели Стоян Ангелов, Угрин Иванов и Аризан Въчков.
Първоначалният храм е вкопан 1,5 m в земята. По време на Кресненско-Разложкото въстание в 1878 година в църквата заседава въстаническият щаб и след войната е опожарена от турците заедно с голяма част от Влахи. След въстанието е възстановена. В 1910 година при настоятелите Атанас Угринов, Тошко Николов и Янчо Миладинов, тъй като била ниска и мрачна е съборена и издигната нова с три кубета и голяма камбанария. Малко преди насроченото освещаване избухва Балканската война през октомври 1912 година и отстъпващата войска и башибозук от Градешница отново я изгарят.
В 1923 година свещеник Григор Янев от Богданци, служил във Влахи от 1919 до 1928 година, и настоятелите Атанас Угринов, Андрея Бояджиев, Ангел Малчев и Янчо Миладинов започват поредното възстановяване на храма, който е осветен на 18 октомври 1925 година от владиката Макарий Неврокопски. Строител на последното възстановяване на църквата е Илия Йосифов от Каракьой.
Пръв свещеник в храма и пръв учител в килийното училище е Стоян Ангелов. След това до 1899 година в него служи Тодор Аризанов, аза при казалийската община в Мелник. От 1878 до 1900 година заедно с отец Аризанов служи и Янаки Спандолиев. По време на Балканската война свещеник е Костадин Попянакиев от Влахи, убит във Валовища заедно с 24 други местни селяни. След 1912 година служат Прокоп Павлов от Свети Врач, Никола Стоянов от Голешево, Григор Янев от Богданци, Александър Иванов от Елешница, Георги Петрунов (1930 – 1940) от Враня стена, Иван Джолев (1940 – 1948), съден от комунистическата власт, Пантелей Шопов от Панагюрище (1948 – 1963), Климент (Крум) Лъджов от Влахи, Димитър Драмалиев от Кресна, Георги от Долна Градешница и от 2002 година – Павел (Румен) Симов.

## Архитектура
Храмът е с размери 24 m на 14 m и е обграден с каменен зид. Вътре има женска църква. Таваните са дъсчени Богато украсен е с икони, но иконостасът не е резбован. Ценен е и владишкият трон.